# Buddismo in Francia

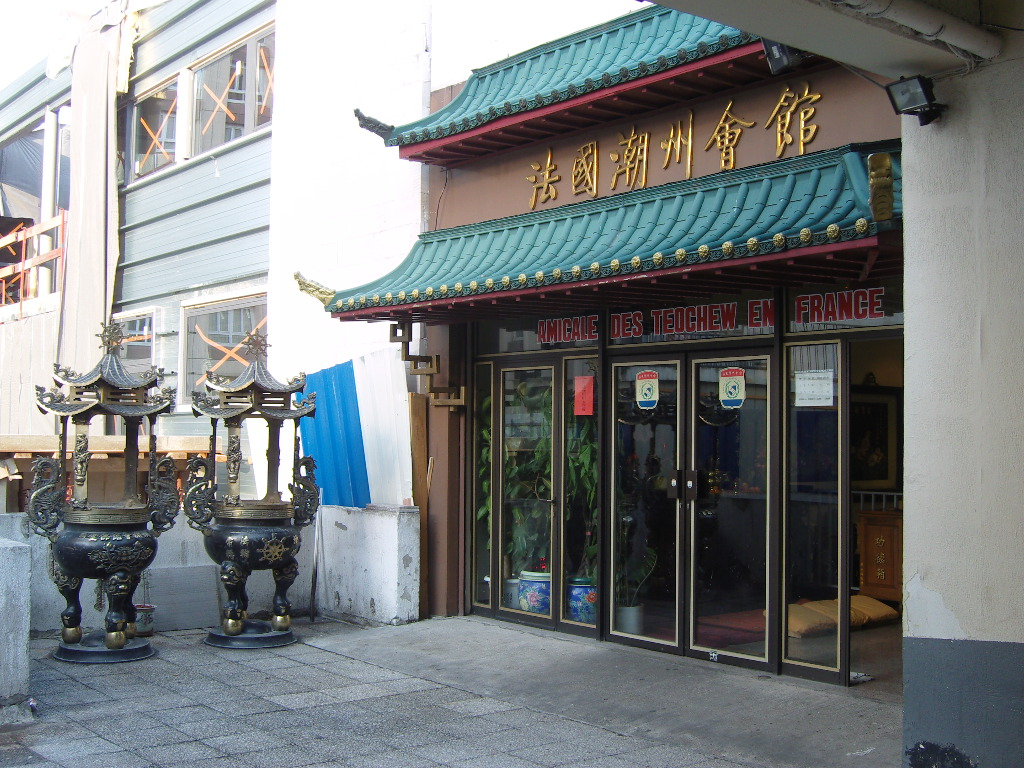
Tempio buddhista a Parigi.

Il buddismo in Francia è la quarta religione più diffusa, dopo il cristianesimo, l'islam e l'ebraismo; il paese possiede oltre duecento centri di meditazione buddhisti, tra cui una ventina di considerevoli centri di ritiro nelle zone rurali. La popolazione buddhista è costituita principalmente da immigrati cinesi, vietnamiti e coreani, con inoltre una considerevole minoranza di convertiti francesi nativi e "simpatizzanti".
La popolarità crescente del buddismo in Francia è stata oggetto di notevoli discussioni sui media francesi e tra gli accademici negli ultimi anni.

## Demografia
Nei primi anni '90 del XX secolo l'Unione buddhista francese (UBF, fondata nel 1986) ha stimato che vi potevano essere all'interno della nazione dai 600.000 ai 650.000 buddhisti, con circa 150.000 convertiti tra i cittadini francesi. Nel 1999 il sociologo Frédéric Lenoir ha stimato per quell'anno un numero di 10 mila convertiti e fino a 5 milioni di "simpatizzanti", anche se altri ricercatori si sono premuniti di mettere in dubbio tali cifre. In un sondaggio d'opinione del 1997 vengono classificati col titolo di simpatizzante quelle persone, in gran parte giovani, che sembrano provare "un'affinità intellettuale col buddismo o che esprimono una decisa simpatia verso la sua visione del mondo".

## Storia
Alexandra David-Néel è stata una delle prime donne, tra le più importanti, francesi buddhiste; è nota soprattutto per essere riuscita nel 1924 ad entrare e visitare la città proibita (per gli stranieri) di Lhasa, capitale del Tibet ed allora sede del governo del Dalai Lama: ha scritto oltre trenta libri sull'argomento della filosofia buddhista e di viaggio per raccontare le proprie esperienze.
Già nel 1911 Alexandra aveva intrapreso un viaggio in India per promuovere il proprio studio della religione buddhista; è stata invitata al monastero reale del Sikkim (allora stato indipendente sulle pendici della catena montuosa dell'Himalaya) ove ha incontrato il principe ereditario-Maharaj Kumar Sidkeong Tulku. Divenne così presto "confidente e sorella spirituale" di Sidkeong ed incontrò anche nel 1912 per ben due volte il XIII Dalai Lama ed avendo l'opportunità di fargli molte domande riguardanti il dharma, un'impresa senza precedenti per una donna europea fino a quel momento.
Tra la fine degli anni '60 e i primi anni '70, innumerevoli insegnanti buddhisti di differenti tradizioni hanno cominciato a visitare il continente europeo, ed in particolare la Francia.

## Comunità buddhiste Zen
Taisen Deshimaru era un buddhista giapponese insegnante di Zen Soto che ha fondato numerosi zendo-sale di meditazione sparpagliate in tutto il paese. Il vietnamita Thích Nhất Hạnh ha fondato nel 1969 la Chiesa unificata buddhista (Eglise Bouddhique Unifiée); Plum Village, centro monastico e di ritiro situato nella Dorgogna, è divenuto la sua residenza e sede del Sangha internazionale che a lui fa riferimento.

## Comunità buddhiste tibetane
Entro la fine degli anni '90 è stato stimato che vi fossero più di 140 centri di meditazione di buddhisti tibetani in Francia. Le prime comunità si stabilirono nei primi anni '70; si stima che il sessanta per cento dei centri e dei monasteri in Francia sono affiliati con la scuola Kagyu. Vi sono poi una ventina di centri di ritiro che rappresentano tutte le diverse scuole così come molti grandi centri che sono sotto la direzione di grandi maestri buddisti tibetani.
Il monachesimo è sempre stata la base del buddismo tibetano, ma c'erano solo poche decine di monaci-bhikkhu e monache buddhiste francesi ordinate fino alla metà degli anni 1990. Tuttavia, ora ve ne sono almeno 300, la maggior parte dei quali sono stati addestrati presso i due vasti monasteri situati in Alvernia. Il più famoso monaco francese nella tradizione buddista tibetana è Matthieu Ricard, che è il figlio del famoso filosofo Jean-François Revel.

## Media e interesse nazionale
"La saggezza del buddismo", un programma settimanale TV francese, attira circa 250.000 spettatori, secondo l'Unione buddista di Francia.
Il filosofo Luc Ferry, nominato Ministro della Gioventù e dell'istruzione nel 2002, ha pubblicato un articolo sulla rivista Le Point, in cui si è chiesto: "Perché questa ondata buddista? E perché in particolare in Francia, un paese molto cattolico in passato?... In questo tempo di scristianizzazione, il buddismo ha fornito per l'Occidente una ricca e interessante alternativa."